# Józef Ostruszka

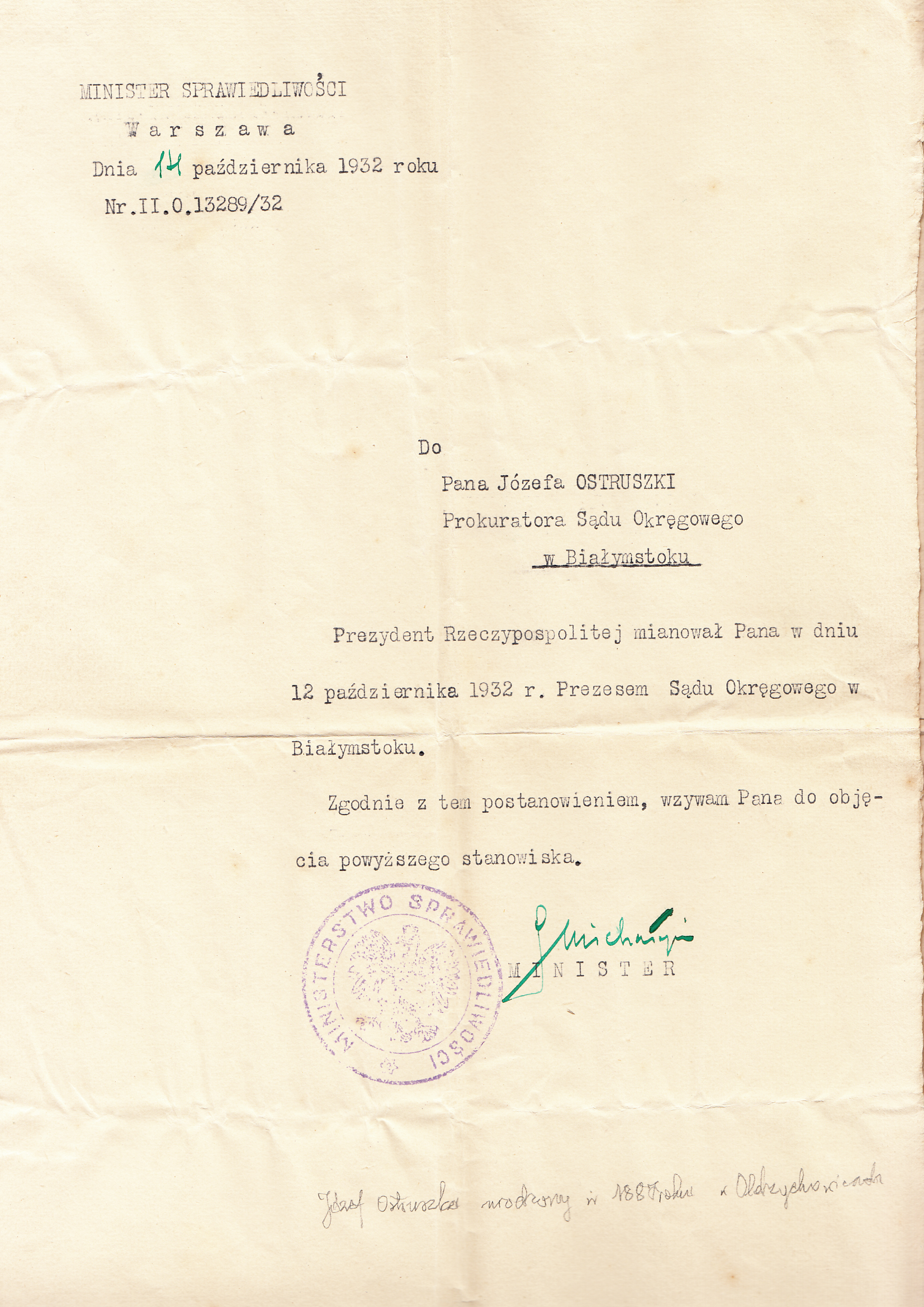
Mianowanie Prezesem Sądu Okręgowego 14 października 1932

Józef Ostruszka (ur. 15 września 1887 w Oldrzychowicach, data i miejsce śmierci nieznane) – polski sędzia, prokurator i prezes Sądu Okręgowego w Białymstoku w latach 1932–1939.

## Życiorys
Absolwent Polskiego Gimnazjum Macierzy Szkolnej w  Cieszynie 1909. Ukończył studia prawnicze na Uniwersytecie Jagiellońskim z tytułem Doctoris Iuris w 1916. W randze oficera armii austriackiej brał udział w I wojnie światowej. Ranny i zwolniony ze służby w k. k. Landwehr Infanterie Regiment Nr. 31, 9. Kompanie. Po wojnie pracował w Sądzie Okręgowym w Piotrkowie Trybunalskim na stanowisku prokuratora. Dekretem Prezydenta Rzeczypospolitej w dniu 12 października 1932 mianowany Prezesem Sądu Okręgowego w Białymstoku.
W okresie okupacji sowieckiej w dniu 27 września 1939 został aresztowany przez NKWD. Prawdopodobną przyczyną aresztowania była akcja eksterminacji polskiej inteligencji. Po aresztowaniu był przetrzymywany przez kilka dni w areszcie NKWD, a następnie w białostockim więzieniu. Prawdopodobnie z tego więzienia wywieziono go w początkach 1940 w głąb Związku Socjalistycznych Republik Radzieckich. Według listu przesłanego w 1946 przez p. Zdzisława Stepczyńskiego, Ostruszka Józef zmarł w obozie na terenie Republiki Komi nad Peczorą.

## Rodzina
Syn Jerzego i Anny z d. Jakóbek. We wrześniu 1918 ożenił się w Piotrkowie Trybunalskim z Anną z Bokalskich. Ojciec trojga dzieci: Jadwigi (ur. 1920), Anny (ur. 1922) i Michała.
Pasjonat myślistwa.

## Ordery i odznaczenia
- Złoty Krzyż Zasługi (9 listopada 1931)[7]

## Upamiętnienie
W Sądzie Okręgowym w Białymstoku upamiętnia dzisiaj tablica poświęcona ofiarom wyniszczenia inteligencji polskiej, odsłonięta 23 stycznia 1993 przez Ministra Sprawiedliwości Zbigniewa Dykę i córki Józefa Ostruszki Jadwigi Budlewskiej.